# Skeiðarárjökull
Skeiðarárjökull – jedno z największych czół lodowcowych w Islandii, ma 20 km długości. Najważniejsze odpływy są z tego lodowca to Skeiðará i Gígjukvísl.